# 莽鵠立
莽鵠立（穆麟德轉寫：Mangguli；1672年—1736年），字树本，伊尔根觉罗氏，原隶正蓝旗蒙古，后属满洲镶黄旗人。历任兵部、礼部、刑部、理藩院侍郎，甘肃巡抚，署理工部尚书等职，工写真。

## 生平

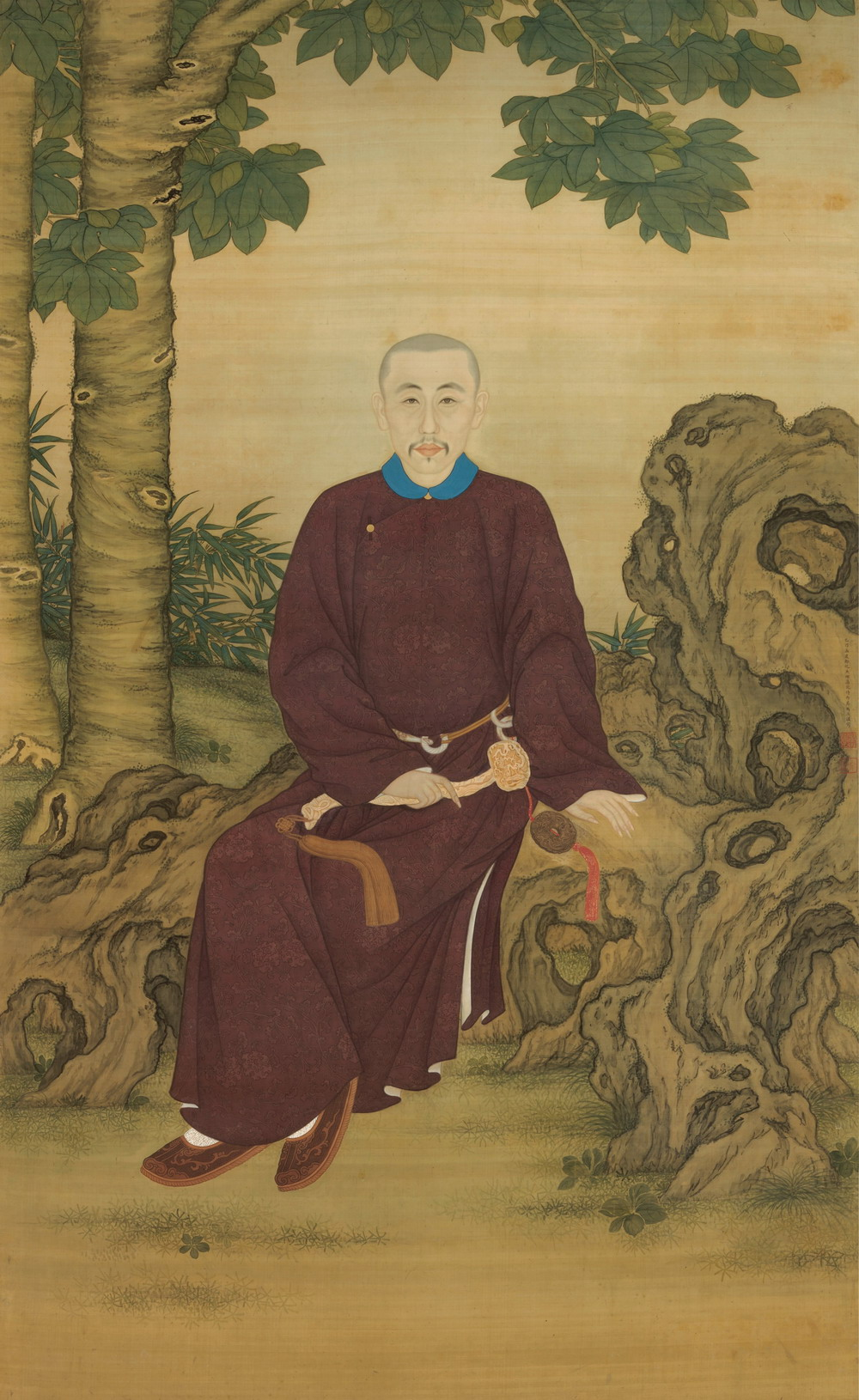
《允礼像》，莽鹄立画作之一，现藏于纳尔逊-阿特金斯艺术博物馆

莽鹄立家族世居叶赫，曾祖富拉塔天聪年间归附后金，家族起初隶属蒙古正蓝旗。祖父莽吉图跟随睿亲王多尔衮进攻山东，又在锦州击败洪承畴援兵；入关后，驱逐李自成至庆都，此后跟随清军下云南，屡次升迁至正蓝旗满洲副都统，授三等轻车都尉世职。莽鹄立在康熙朝以理藩院笔帖式出身，屡次升迁至员外郎、右翼、浒墅关监督。雍正帝即位后，奉命协办理藩院侍郎，不久升为御史。莽鹄立精于绘画，奉命绘制康熙帝画像。雍正元年（1723年），改入满洲镶黄旗，以本族另编佐领，以莽鹄立为世管佐领。“（镶黄旗满洲）第三㕘领第十七佐领，原系康熙六十一年十二月将正蓝旗䝉古旗分查克丹佐领下莽鹄立之合族人衆及各公中佐领下馀丁共编一佐领，即以莽鹄立管理。莽鹄立由侍郎升任甘肃巡抚。以其子莽泰管理。……乾隆三十二年奉旨作为公中佐领”（载《钦定八旗通志》）。
同年，莽鹄立出任长芦盐政，上疏说道，“长芦诸商行盐地，有额引不能销者，有额外多销者。请通融运销，量增引目。”获准。雍正二年（1724年），再度疏请宽限分销，起初部议不允，莽鹄立再度疏请，获得特许。此后又接连提出对盐商减多增寡、灶丁不加赋、清察灶地等举措。三年（1725年），升大理寺卿，再升兵部侍郎，仍然管理盐政。当时，天津改卫为州，初议隶属河间府。莽鹄立请改为直隶州，以武清、静海、青县并入辖区。在讨论并丁入地政策时，莽鹄立以山东灶丁丁多地少，请以一半入地，另一半仍按丁征收赋税，部议从之。四年（1726年），朝廷以御史顾琮巡视盐政，仍命莽鹄立监理。不久莽鹄立调礼部，奉令与顾琮监造天津水师营房，工程久未竣工，雍正帝因此责备莽鹄立，调刑部，召回北京。五年（1727年），又调礼部，仍担任长芦盐政。
同年，莽鹄立授甘肃巡抚。雍正六年（1728年），清军入西藏，谕令莽鹄立赴西宁办理相关事宜。西宁道刘之珍等耽误军机被总督岳钟琪疏劾，雍正帝斥责莽鹄立，解除巡抚职务，召还北京，任代理正蓝旗满洲副都统，兼管理藩院侍郎。七年（1729年），升正蓝旗蒙古都统，八年（1730年），命协同办理直隶水利营田，十年（1732年），调任镶白旗满洲都统。十三年（1735年），与都统英诚公丰盛额共同受命办理军机事务。乾隆帝即位，改设总理事务处，莽鹄立与丰盛额因此回到本来职务。不久，莽鹄立出任代理工部尚书，又调任正蓝旗满洲都统。乾隆元年（1736年），病卒，赐祭葬，谥勤敏。生平载《钦定八旗通志：大臣传六》卷140。
莽鵠立，“（原）蒙古正蓝旗人，……恭绘圣祖御容，改隶满洲镶黄旗。……工写真，其法本于西洋”（载李放《八旗画录》）。

## 家庭
- 曾祖富拉塔，佐领。"富拉塔，鑲黄旗人,巴雅爾圖同族，世居葉赫地方，天聰時來歸，原任佐領。其子莽吉圖，……三遇恩詔加至二等輕車都尉，……歴任副都統。……富拉塔之孫昂吉圖原任䕶軍叅領，闗布原任頭等侍衛。……曾孙莽鵠立原任都統，署理工部尚書兼佐領，卒，賜祭葬，諡勤敏”（载《八旗滿洲氏族通譜》卷12）。
- 祖父莽吉图，授二等輕車都尉（后降三等轻车都尉），副都統。
- 父。同辈：䕶軍叅領昂吉圖，頭等侍衛闗布。
- 子莽泰，袭镶黄旗满洲第三㕘领第十七佐领。
- 女巴延珠（字佛圆），亦善诗画，著有《习静吟》；此外笃信佛教，为居士，终生未嫁[5]。

## 延伸阅读
[在维基数据编辑]
 《清史稿·卷291》，出自趙爾巽《清史稿》
 《清史稿·卷291》

### 引用
1. 1 2 3  （英文）Nelson-Atkins Museum of Art. . Nelson-Atkins Museum of Art.   [2017-12-23]. （原始内容存档于2017-12-24）.
2. 1 2 3 4 5 6 7 8 9 10 11 12 13 14  赵尔巽等 1998，第10286頁
3. 1 2  弘昼 2002，第183頁
4. 1 2 3 4 5  赵尔巽等 1998，第10287頁，又载乾隆版《甘肃通志：职官》卷28。
5. ↑  张佳生 1993，第98頁